# Föreningen Vetenskap och Folkbildning
Föreningen Vetenskap och Folkbildning (VoF) (švédsky: Sdružení pro vědu a populární osvětu) je sdružení, které tvoří švédskou odnož mezinárodního skeptického hnutí. Bylo založena v roce 1982 s cílem zvýšit povědomí veřejnosti o metodách a výsledcích vědy. Sdružení vydává čtvrtletník Folkvett a pořádá přednášky na témata související s vědou a pseudovědou.

## Sdružení
Současným předsedou je Pontus Böckman (který je také jedním z autorů podcastu European Skeptics Podcast a členem správní rady Evropské rady skeptických organizací ), Lina Hedman je viceprezidentkou.
Sdružení se v akademické obci těší poměrně velké vážnosti. Několik švédských univerzit nabízí kurzy využívající publikace jejích členů, mnozí členové jsou vědci a učitelé.
Na přelomu let 2016/2017 mělo sdružení 2 800 členů. Mezi tři významné členy patří profesor filozofie Sven Ove Hansson, který byl předsedou v letech 1982 až 1988, profesor molekulární biologie Dan Larhammar (předseda 1998-2004) a astronaut ESA Christer Fuglesang.
Když bylo v roce 1982 založeno Sdružení pro vědu a populární osvětu, prohlásili, že „osvícenství“ ještě neskončilo. Asociace je součástí mezinárodní sítě organizací, obecně nazývané Skeptické hnutí, které si vzájemně vyměňují zkušenosti a informace o pseudovědě. Hlavním představitelem tohoto hnutí je Committee for Skeptical Inquiry (CSI), který byl založen v roce 1976 a byl vzorem pro vznik švédské pobočky. Americká organizace se zpočátku zaměřovala především na zkoumání paranormálních jevů, zatímco švédská zvolila obecnější přístup. Výraz "skeptik" je u sympatizantů sdružení poměrně častý. Zastánci někdy vyjadřují nespokojenost s tímto termínem, protože se domnívají, že naznačuje, že VoF zastává určitý konkrétní názor na vědu.

## Aktivity
Sdružení vydává od roku 1983 čtvrtletník Folkvett (švédsky: Zdravý rozum).

Od roku 1987 sdružení uděluje ceny "Osvícenec roku" a "Podvodník roku".
Během Almedalenského týdne ve Visby (politická setkání) v roce 2011 uspořádalo sdružení spolu se svým členem Christerem Fuglesangem akci proti alternativní medicíně. Celkem jedenáct lidí se předávkovalo (desetinásobkem doporučené dávky) homeopatickým přípravkem Coffea Alfaplex, aby prokázali, že homeopatika nejsou účinná. Akce byla inspirována kampaní 10:23 ve Velké Británii. Všichni účastníci se po předávkování cítili dobře.
V roce 2015 sdružení provedlo průzkum veřejného mínění o postojích Švédů k vědě a různým otázkám v oblastech zájmu sdružení. Sdružení píše názorové články a aktivně působí proti pseudovědě v různých kontextech. Místní pobočky existují v Uppsale, Värmlandu, Stockholmu, Örebro, Göteborgu a Skåne. Největší veřejnou akcí sdružení je účast na každoročním knižním veletrhu v Göteborgu.[zdroj?]

## Předsedové společnosti

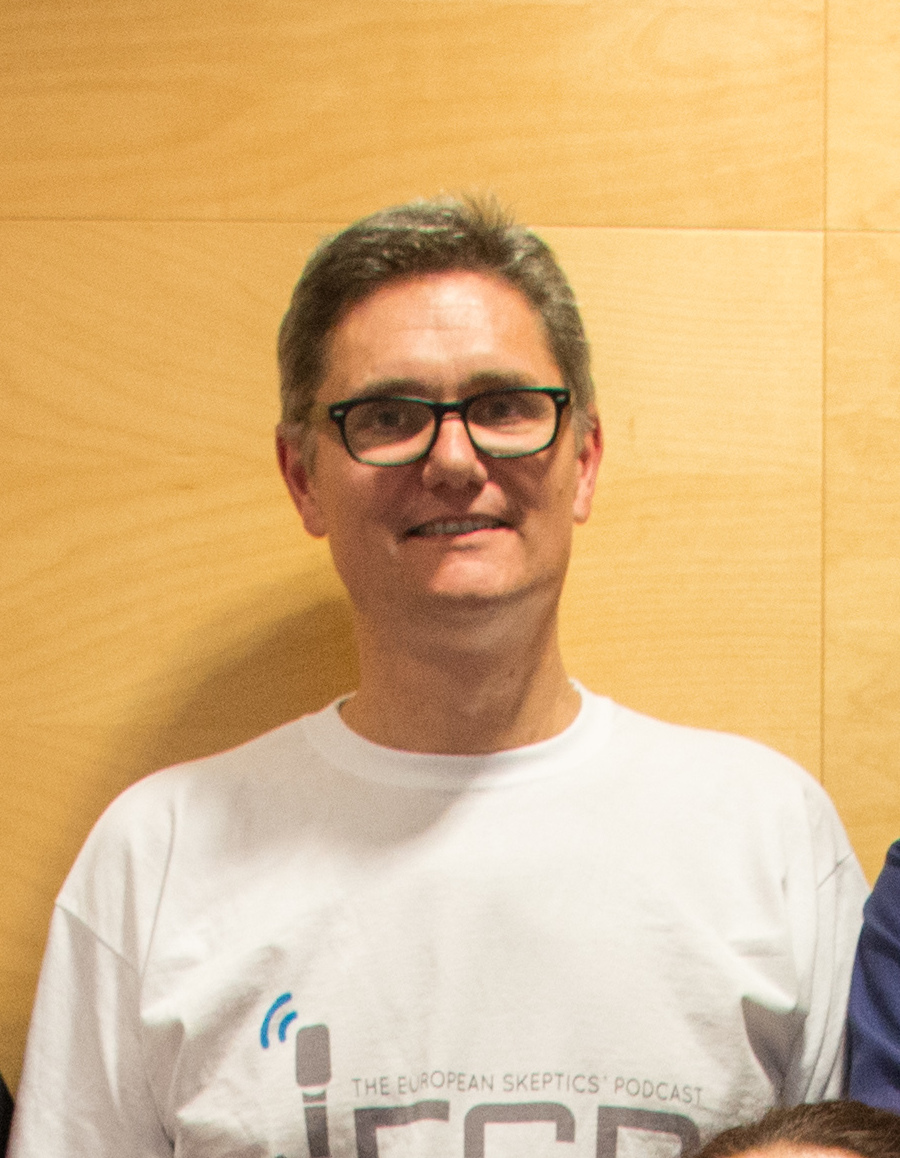
Současný předseda VoF a člen výboru ECSO Pontus Böckman

Sven Ove Hansson, 1982-1988

Per Olof Hulth, 1988-1998

Dan Larhammar, 1998-2004

Jesper Jerkert, 2004-2008

Hanno Essén, 2008-2011

Martin Rundkvist, 2011-2014

Linda Strand Lundberg, 2014-2017

Peter Olausson, 2017-2018

Pontus Böckman, 2018-

## Ocenění
V roce 2012 udělila obec Olofström ve spolupráci se Společností Harryho Martinsona sdružení Cenu Harryho Martinsona „za práci v martinsonovském duchu na ochranu poznání a rozptýlení bludů“, organizace Elöverkänsligas rätt proto podala na obec stížnost.

## Kritika
Lidé, jejichž aktivity VoF a skeptici obecně označují za "pseudovědu" a "podvody", se k této organizaci vyjadřují kriticky.
Určitá kritika zazněla i ze strany akademiků. Filozof Martin Gustafsson ze Stockholmské univerzity tvrdí, že VoF zveličuje hrozby proti racionalitě a vědě a že se její představitelé mylně líčí jako outsidery ve válce proti rozšířeným pověrám. Tvrdí také, že osvícenský ideál svobodného myšlení je v rozporu s respektem k vědeckým autoritám, který VoF zastává. Per-Anders Forstorp z Královského technologického institutu ve Stockholmu naznačuje, že VoF představuje pozitivismus a institucionalizovanou netoleranci.[zdroj?]
Sven Ove Hansson se k tomuto druhu kritiky vyjádřil:

„Z mého pohledu se VoF a obecně skeptické hnutí nevyznačuje žádným konkrétním názorem na vědu. ... Stejně jako mohou mít členové Amnesty International různé představy o hranicích svobody projevu, existuje ve VoF prostor pro odlišné názory v otázkách vědy a filozofie vědy. (Kritici někdy tvrdí, že organizace je plná pozitivistů. Nikdy jsem se s takovými nesetkal, ale VoF má mezi svými členy příznivce i odpůrce falzifikační teorie vědy Karla Poppera).“

### Zfalšovaná korespondence jménem sdružení
Na začátku ledna 2016 vzbudila pozornost zfalšovaná tisková zpráva rozeslaná jménem VoF a zveřejněná na webových stránkách Torbjörna Sasserssona vetenskap-folkbildning.nu a aretsforvillare.nu. Sassersson oznámil, že se svými akcemi hodlá přestat pouze v případě, že skutečné sdružení zastaví udílení svých cen.